# Nearcha uncta
Nearcha uncta är en fjärilsart som beskrevs av Louis Beethoven Prout 1913. Nearcha uncta ingår i släktet Nearcha och familjen mätare. Inga underarter finns listade i Catalogue of Life.